# Ignace Joseph de Claussin
Ignace Joseph de Claussin, aussi appelé Ignace Joseph chevalier de Claussin, né en 1795 à Lunéville et mort le 21 août 1844 à Batignolles-Monceau, est un graveur et marchand d'estampes français.
Il est surtout notable pour avoir rédigé un ouvrage de référence sur les gravures de Rembrandt : Catalogue raisonné de toutes les estampes qui forment l'œuvre de Rembrandt (publié en 1824).

## Biographie
De Claussin a une personnalité « excentrique » et est un avide collectionneur d'estampes de Rembrandt, comme en témoignent plusieurs anecdotes — il voulait notamment absolument terminer son catalogue raisonné de Rembrandt, et demandait à ses concurrents de ne pas enchérir sur les estampes du néerlandais lors des ventes aux enchères,,. Parmi ses dessins, il possède Le Baptême de l'ennuque de Candace (vers 1650, Musée des beaux-arts du Canada), reproduit sous le no 40 du catalogue de l'exposition Dessins de maîtres du Musée des Beaux-arts du Canada (à Vancouver, Ottawa et Washington, 1988-1989), qui passe ensuite dans les collections Defer (en  1844 ?) puis Dumesnil[réf. souhaitée].
Il est par ailleurs un aquafortiste talentueux et parvient à reproduire si bien des estampes de Rembrandt qu'il confond certains connaisseurs, notamment Polander standing with his stick : profile to right (1807) ; Charles Henry Middleton, un spécialiste de Rembrandt, fait d'ailleurs sérieusement la comparaison entre l'original et celui de Claussin et de manière générale, prend l'ouvrage de Claussin, Catalogue raisonné de toutes les estampes qui forment l'œuvre de Rembrandt (1824) comme référence pour écrire A Descriptive catalogue of the etched work of Rembrandt van Rhym (1878). 
Dans son Supplément au Catalogue de Rembrandt, de Claussin fait figurer sa propre version de Polander standing with his stick : profile to right sous le nom « Pièces gravées d'après Rembrandt No.143 » (p. 141).
Dans Oeuvre Magnum the first Catalogue Raisonné with each plate in heliogravure, Dmitri Rovinski est trompé par la technique de Claussin et prend une eau-forte de Claussin d'après Rembrandt (impression réalisée à Berlin) comme un original du maître néerlandais, erreur qui sera découverte plusieurs années plus tard par Arthur Hind (British Museum), qui le mentionne dans son Catalogue of Rembrandt's Etchings,.
De Claussin meurt à Batignolles-Monceau (alors dans le département de la Seine (département), aujourd'hui intégré dans le 17e arrondissement de Paris) le 21 août 1844 à Paris,.
L'historien et critique d'art Léon Roger-Milès mentionne dans la vente après décès de son importante collection « trois grands dessins de Rembrandt, un de van de Velde, un de Berghem, deux de De Boissieu (dont il a reproduit et publié en 1817 des "études de têtes" à l'eau-forte), une quittance de 900 francs payés à celui-ci pour un de ses dessins, Le Foyer qui faisait partie du lot. Les chaudronniers se partagèrent les cuivres des gravures ».

## Œuvre gravé

### Gravures hors série
- Rembrandt et sa femme, eau-forte d'après Rembrandt, Metropolitan Museum of Art[11]
- L'homme qui pisse, eau-forte d'après Rembrandt, École nationale supérieure des beaux-arts[12]
- Trois têtes rembrandtesques, d'après Rembrandt, 52 × 117 mm, bibliothèque de l'université de Leyde (OCLC 884872365)
- Pomona et Vertumnus, d'après Rembrandt, bibliothèque de l'université de Leyde (OCLC 905986016)[13]
- Le cheval épuisé, eau-forte d'après Paulus Potter, 13,8 × 21,4 cm, bibliothèque de recherche du Getty Research Institute (OCLC 81888558)
- Etude de personnages, hommes et femmes dans différentes postures, eau-forte d'après Jean-Jacques de Boissieu, 44,5 × 29,8 cm, 1815[14]
- Feuille d'études de six têtes, eau-forte et pointe sèche, d'après Jean-Jacques de Boissieu, Musée de Grenoble (inv. MG 2020-0-30)
- Nombreuses gravures, pour la plupart d'après Rembrandt et Nicolaes Berchem, conservées au British Museum[15]

### Onze Etudes de têtes gravées à l'eau-forte
Gravures parues dans l'ouvrage de Claussin, Onze Etudes de têtes gravées à l'eau-forte, conservé au Metropolitan Museum of Art :
- Study of Heads: Six Men and a Dog, eau-forte et pointe-sèche d'après Jean-Jacques de Boissieu[17]
- Onze Etudes de têtes gravées à l'eau-forte, eau-forte d'après Jean-Jacques de Boissieu[18]
- Study of Six Heads and a Milkmaid, eau-forte d'après Jean-Jacques de Boissieu, 1816[19]
- Study of Six Heads and a Milkmaid, eau-forte d'après un membre de la famille de Boissieu, 1817[20]
- Study of Eight Heads, eau-forte d'après Jean-Jacques de Boissieu, 1817[21]
- Study of Five Heads, eau-forte et pointe-sèche d'après Jean-Jacques de Boissieu, 1817, Metropolitan Museum of Art[22]
- Study of Three Figures, eau-forte d'après Jean-Jacques de Boissieu, 1817[23]
- Study of Nine Heads, eau-forte d'après Jean-Georges Wille[24]
- Three-Quarter Bust of a Man (Le mélancolique), eau-forte d'après Jean-Jacques de Boissieu, 1817[25]
- Study of Six Heads, eau-forte et pointe-sèche d'après Jean-Jacques de Boissieu, 1817[26]
- Study of Thirteen Figures, eau-forte, 27,3 × 35,6 cm d'après Jean-Jacques de Boissieu, 1817[27]

## Publications
- Catalogue raisonné de toutes les estampes qui forment l'œuvre de Rembrandt, et des principales pièces de ses élèves, Impr. de Firmin Didot, imprimeur du Roi, 1824Écrit avec Edme-François Gersaint, P. C. A. Helle, Jean Baptiste Glomy, P. Yver[28].
- Supplément au Catalogue de Rembrandt, Impr. de Firmin Didot, imprimeur du Roi, 1828Écrit avec Edme-François Gersaint[29].